# Крижана онука
«Крижана онука» (рос. «Ледяная внучка») — радянський художній фільм 1980 року, знятий Кіностудією ім. М. Горького.

## Сюжет
Фільм за мотивами російської народної казки про Снігуроньку. Полюбився їй сільський гончар — і захотіла вона стати звичайною дівчиною і одружитися з ним. Але щастю закоханих заважає підступний обман князя…

## У ролях
- Світлана Орлова —  Любаша
- Андрій Градов —  Гридя
- Людмила Шагалова —  бабка Катерина
- Борис Сабуров —  дід Веремій
- Альберт Філозов —  князь
- Валерій Долженков —  Тимошка
- Ольга Григор'єва —  Настасья, сусідка
- Володимир Нікітін —  сват
- Сергій Самойлов —  стражник
- Володимир Дружников —  Цар зими
- Олексій Ванін — епізод
- Микола Аверюшкин — епізод
- Михайло Глузський — текст від автора

## Знімальна група
- Автор сценарію:  Борис Рицарев
- Режисер:  Борис Рицарев
- Оператор:  Андрій Кирилов
- Художник:  Микола Терехов